# 亞莫尼亞 (佛羅里達州)
亞莫尼亞（英語：Iamonia）是位於美國佛羅里達州萊昂縣的一個非建制地區。該地的面積和人口皆未知。

## 地理
亞莫尼亞的座標為30°40′08″N 84°09′48″W / 30.66889°N 84.16333°W，而該地的平均海拔高度為29米（即95英尺）。